# Antonio Vives Escudero
Antonio Vives y Escudero (Madrid, 4 de febrero de 1859-19 de mayo de 1925) fue un arabista, numismático, coleccionista y arqueólogo español de origen menorquín, académico de la Real Academia de la Historia. Reunió una de las mejores colecciones de objetos arqueológicos de España. Se casó en 1900 con la actriz y cantante de zarzuela Concepción Segura Roselló, con quien tuvo una única hija, Guillermina Vives Segura, nacida en 1904.

## Primeros años
Nacido en Madrid hijo de los menorquines Sebastián Vives Batlle y Anna Escudero Vinent que regentaban la confitería "La Mahonesa" en la capital del Estado. Al poco de nacer Antoni, la familia retorna a Menorca y pasa la infancia en Mahón donde inició sus estudios en el Instituto de Enseñanza. Durante estos años a Vives Escudero se le despertó el interés por la prehistoria, la historia antigua y la arqueología gracias a las excursiones que hacía por la isla y la recolecta de monedas antiguas que luego clasificaba.

## Etapa de estudiante
Acabó el bachillerato en 1875 y se trasladó de nuevo a Madrid para estudiar en la Facultad de Medicina, abandonando muy pronto los estudios ya que no se encontraba satisfecho con lo que estudiaba. Después de este fracaso se embarca en una aventura comercial en La Habana (Cuba), de la que tampoco estará satisfecho y decidirá volver a Europa para retomar sus estudios según su vocación. Así se matricula en la Escuela Superior de Diplomática de Madrid en 1880 obteniendo el título de archivero, bibliotecario y arqueólogo e iniciando las tareas de investigador que no lo abandonarán hasta el final de su vida.

## Primeros pasos como investigador
Su primer trabajo de investigación publicado fue sobre una arqueta arábiga en relación con sus estudios sobre numismática y arte arábigo. A partir de aquí, comienza la publicación de una prolífica obra relacionada con el mundo árabe, la moneda castellana, la reforma monetaria de los Reyes Católicos y también iniciando sus trabajos en relación con la moneda de la Edad del Bronce.
Pero Vives no sólo se dedicó a publicar, sino que alrededor de esto, sus estudios lo llevaron a la catalogación de una extraordinaria colección de monedas y a la elaboración del tomo relativo a las islas Baleares de la serie Catálogo Artístico y Monumental de España que nunca llegó a publicarse. Siguiendo con sus catalogaciones y colecciones editó un nuevo libro: La moneda hispánica, excepcional catálogo de todas las monedas de la antigüedad acuñadas en España conocidas hasta el momento. Ahora ya sí que podemos decir que Vives y Escudero era un prestigioso estudioso del mundo de la numismática y el más reconocido del país. Su hija dejó escrito una frase respecto al gran trabajo de clasificación numismática de su padre:
"Bien es verdad que había imprentado, clasificado y catalogado más de 35.000 monedas a lo largo de su vida"

## Destacado investigador
Su prestigio le llevó a relacionarse con relevantes coleccionistas, anticuarios, estudiosos, académicos, médicos y arqueólogos madrileños que lo llevaron a acceder a las grandes instituciones científicas del momento como la Real Academia de la Historia y el Museo Arqueológico Nacional de España. Era un gran aficionado a las conferencias, tertulias y charlas y a las exposiciones donde se comentaban los nuevos estudios científicos. Esto lo llevó a conocer nuevos vendedores y compradores de antigüedades y mejorar sus colecciones y sus estudios.
El 20 de enero de 1905 fue nombrado por el rey Alfonso XIII para la elaboración del Inventario de los Monumentos Artísticos de España, Provincia de Baleares.
También se dedica en estos momentos a tasar obras de arte, tanto de manera privada como en relación con instituciones como el Instituto Valencia de Don Juan.

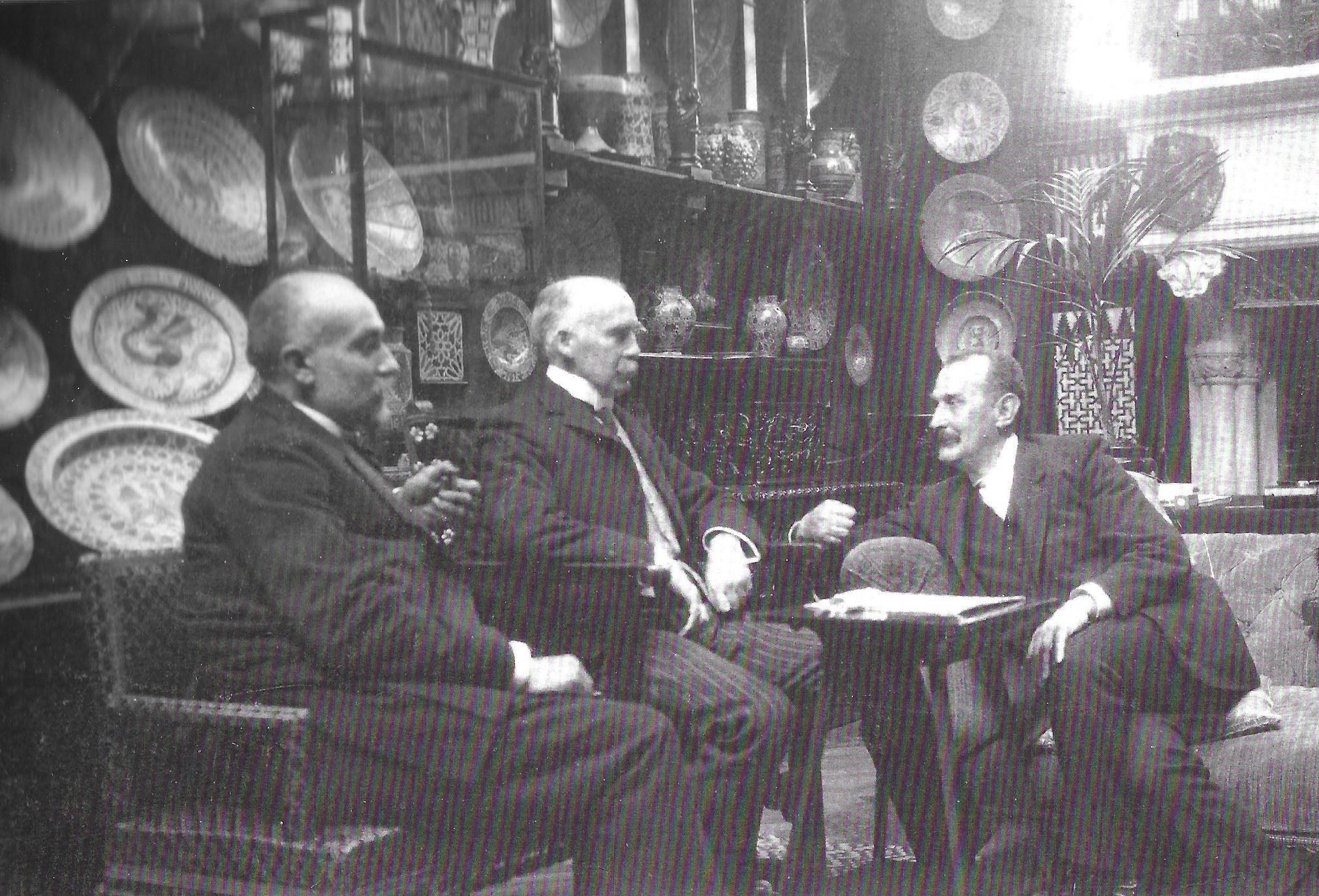
Antoni Vives Escudero en la sala de cerámica del Instituto Valencia de Don Juan.

Su colección particular crecía con pinturas, grabados, monedas, estatuas, epigrafías, vidrios, cerámicas ebusitanas, bronces iberorromanos y sobre todo numismática antigua de España y moneda árabe. Antoni Vives también iba agrandando su colección particular especialmente a partir de las compras hechas en el Rastro de Madrid, donde adquiría principalmente monedas.
También realizó el informe de la Real Academia de la Historia sobre la Puerta de la Iglesia de Santa Margarita de Palma, un opúsculo sobre el Museo de Raixa en 1918 y un estudio sobre la necrópolis púnica del Puig des Molins. Cuando murió estaba haciendo un informe sobre la Lonja de Palma y el Consulado del Mar de Palma.

## Excavaciones e investigaciones arqueológicas
Antoni Vives realizó numerosas excavaciones e investigaciones arqueológicas en la isla de Menorca y otros lugares del Mediterráneo. Comenzó a ser conocedor de los monumentos y el material arqueológico menorquín a partir de las figuras como Pere y Diego Monjo o Francesc Herández Sanz ya las colecciones Ramis y Pons i Soler y a las excursiones realizadas en el campo de la isla para conocer y explorar las navetas y talayots de Menorca, que empieza a comparar con los nuraghi de Cerdeña y estudió los restos cartagineses de Ebusus.
Las primeras intervenciones arqueológicas realizadas en la isla de Menorca fueron entre los años 1903-1905, momento en que el erudito residía en Menorca recuperándose de una enfermedad. Intervino en las cuevas de Tirant y Binidonaire y el recinto de taula de Cavalleria.
Las siguientes intervenciones las realizó en la isla de Ibiza concretamente en la necrópolis púnica de Puig des Molins de Ebusus.
En 1915 intervino en la recién descubierta naveta occidental de Biniac en el año 1901. Un año después Joan Flaquer nos cuenta los hallazgos que realizó Vives: 50 o 60 individuos, cerámicas, punzones de hueso y punzones y pulseras de bronce. Desgraciadamente los resultados de la misma, nunca fueron publicados.
Entre 1916 y 1917 la Comisión Estatal de Monumentos encargó excavar el poblado de Biniaiet a Antoni Vives y Francesc Hernández Sanz. Los materiales hallados en esta intervención se hallan en el Museo Arqueológico Nacional de Madrid. La memoria de esta intervención también quedó sin publicar.

## Colección
Las obras que a lo largo de los años fue coleccionando Vives y Escudero se encuentran hoy repartidas por diferentes centros y espacios museísticos. Su familia depositó gran parte de su legado en el Ayuntamiento de Mahón, que luego traspasó al Museo de Menorca en 1946 y de nuevo en 2015.
Su obra se encuentra en museos como: Museo de Menorca, Museo Arqueológico Nacional de España y el de la Hispanic Society of America.

## Vertiente docente
Vives y Escudero fue profesor de arte árabe en el Ateneo de Madrid y en la Escuela de Estudios Árabes. También impartía clases en la Universidad Central de Madrid donde en 1911 fue nombrado catedrático de Numismática y Epigrafía de la Facultad de Filosofía y Letras.

## Mecenas y miembro de instituciones
Antoni Vives fue mecenas de algunos artistas y personajes destacados en la España del momento como del escultor Enrique Marín, el dibujante Emilio Ferrer, el fotógrafo Franzen o el pintor Lucas Moreno.
Como miembro de instituciones formó parte de la Hispanic Society of America y del Deutsche Archäeologische Institut de Berlín.

## Viajes
Todos sus grandes conocimientos no los habría podido alcanzar sin la tarea de viajero e inquieto investigador. Esto lo llevó a viajar por diversos lugares de Europa y el Mediterráneo, lo que le ayudó a complementar mejor sus estudios y tener una información directa de las culturas antiguas de las que citaba en sus trabajos. Así visitó museos y yacimientos arqueológicos en Francia, Alemania, Italia, Inglaterra, Grecia, Malta, Córcega, Sicilia, Túnez y Turquía.

## Méritos y distinciones
Vives y Escudero fue nombrado en 1901 académico de la Real Academia de la Historia, en 1904 arabista adscrito a la sección de Numismática del Museo Arqueológico Nacional de Madrid, en 1908 socio de honor del Ateneo de Mahón y en 1922 director del Instituto Valencia de Don Juan.
El 10 de junio de 1925, diez días después de su muerte y entierro en el panteón familiar del cementerio de Mahó, fue nombrado menorquín ilustre y en 2015 fue incorporado su retrato en la Galería de Menorquines Ilustres del Ayuntamiento de Mahón.

## Obras
Algunas de las obras más destacadas fueron:
- Monedas en las dinastías arábigo-españolas (1893)
- Catálogo histórico-descriptivo de la Real Armería de Madrid (1898)
- El Arte Egeo en España, Construcciones Primitivas de las Islas Baleares(Vol. 1: 1908; vol. 2: 1910)
- Inventario de los Monumentos Artísticos de España, Provincia de Baleares(1909, no publicado)
- Medallas de la casa de Borbón, de don Amadeo I, del gobierno provisional y de la República Española (1916)
- La moneda hispánica (1926)[4]
- Estudio de arqueología cartaginesa. La necrópolis de Ibiza (1917)
- Arqueología árabe
- Estudio sobre el origen de la moneda castellana
- Reforma monetaria de los Reyes Católicos
- La moneda en la Edad del Bronce